# Antje Weihs
Antje Weihs (* 1968) ist eine deutsche Juristin und Richterin am Bundesfinanzhof.

## Leben und Wirken
Nach dem Abschluss ihrer juristischen Ausbildung wurde Weihs wissenschaftliche Mitarbeiterin am Lehrstuhl von Wernhard Möschel an der Universität Tübingen. Unter dessen Betreuung wurde sie 2003 von der Universität Tübingen mit der rechtsvergleichend-kartellrechtlichen Schrifte Zentrale Vermarktung von Sportübertragungsrechten: Kartellrechtliche Zulässigkeit nach deutschem und europäischem Recht mit vergleichenden Betrachtungen zum US-amerikanischen und englischen Recht zur Dr. iur. promoviert. Unterbrochen wurde diese Beschäftigung durch einen Auslandsaufenthalt an der University of Oxford, in dessen Rahmen sie den Bachelor of Civil Law erwarb. Bereits im Jahr 2001 war Weihs in die Finanzverwaltung des Freistaats Bayern eingetreten. Dort war sie unter anderem für vier Jahre als wissenschaftliche Mitarbeiterin an das Bundesverfassungsgericht abgeordnet und zuletzt als ständige Vertreterin des Amtsleiters am Finanzamt Aschaffenburg tätig. 2013 trat sie in den Höheren Justizdienst des Freistaats Bayern ein und wurde Richterin am Finanzgericht Nürnberg.
Im Juli 2018 wurde Weihs zur Richterin am Bundesfinanzhof gewählt. Sie trat ihre Stelle am 10. September 2018 an und wurde dem für Erbschaft- und Schenkungsteuer, Grunderwerbsteuer und die Einheitsbewertung zuständigen II. Senat zugewiesen.